# Typhochrestus inflatus
Typhochrestus inflatus is een spinnensoort in de taxonomische indeling van de hangmatspinnen (Linyphiidae).
Het dier behoort tot het geslacht Typhochrestus. De wetenschappelijke naam van de soort werd voor het eerst geldig gepubliceerd in 1980 door Konrad Thaler.